# Шмыга, Татьяна Ивановна
Татья́на Ива́новна Шмы́га (31 декабря 1928, Москва, СССР — 3 февраля 2011, Москва, Россия) — советская и российская певица (лирическое сопрано), актриса театра оперетты и кино; народная артистка СССР (1978), лауреат Государственной премии РСФСР имени М. И. Глинки (1974) и премии Президента РФ (2001).

## Биография
Татьяна Ивановна Шмыга родилась 31 декабря 1928 года в Москве.
Семья отца, поляка по национальности, в годы Первой мировой войны бежала из Польши в Россию в 1915 году от наступавших немцев. Её дед по линии отца носил фамилию Мицкевич. Но дед рано умер, когда отцу было всего шесть лет, и её бабка вторично вышла замуж, сын получил фамилию Шмыга
Детство артистки было благополучным. Родители любили театр, слушали П. К. Лещенко и Л. О. Утёсова, вечерами устраивали домашние балы.
В детстве Шмыга мечтала стать юристом, однако позже начала брать уроки пения.
В 1947 году поступила в Музыкально-театральное училище имени А. К. Глазунова, где проучилась четыре года. На экзамене четвёртого курса сорвала голос и была готова бросить обучение, но благодаря Иосифу Туманову, преподавателю актёрского мастерства, и директору училища Павлу Понтрягину осталась. В это время вокальная кафедра училища была присоединена к вновь созданному факультету музыкального театра в Государственном институте театрального искусства (ГИТИС), продолжила обучение там. Голос помогла восстановить преподаватель пения Дора Белявская, ставшая вокальным педагогом певицы и оставаясь ею во время последующей профессиональной деятельности Т. Шмыги. Когда Дора Борисовна умерла, с певицей продолжила заниматься её дочь, Марина Никольская. В 1953 году окончила ГИТИС.
Сразу же после окончания института Татьяну приняли в труппу Московского театра оперетты. Первой её ролью была Виолетта в оперетте И. Кальмана «Фиалка Монмартра»; с первой же роли талант певицы был замечен.

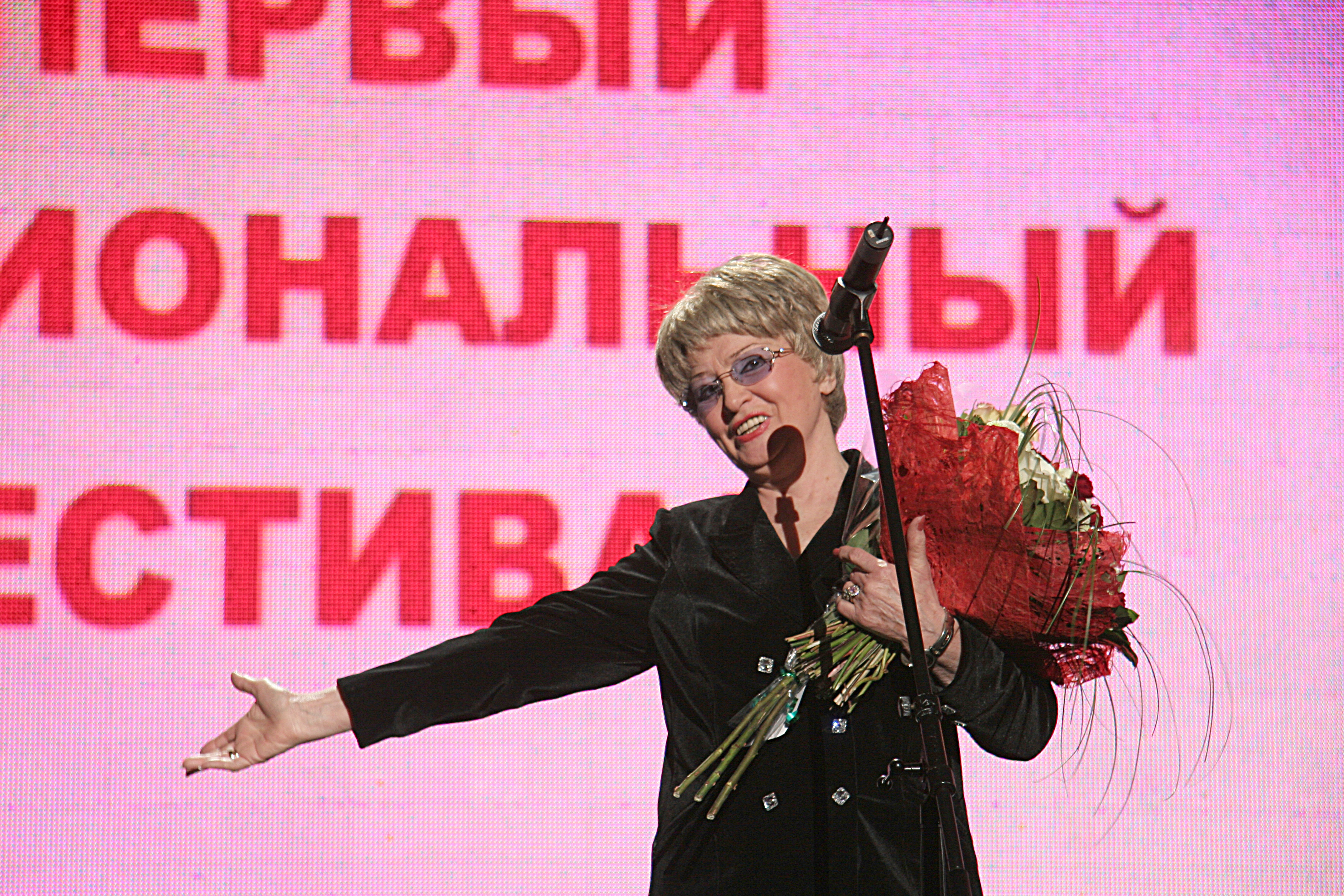
Татьяна Шмыга на открытии фестиваля «Музыкальное сердце театра», 2006 год

В 1961 году Татьяне Шмыге присвоено почётное звание «Заслуженная артистка РСФСР».
В 1962 году впервые снялась в художественном кинофильме режиссёра Эльдара Рязанова «Гусарская баллада», где сыграла эпизодическую роль французской актрисы Луизы Жермон, приехавшей в Россию на гастроли и застрявшей «в снегах», в гуще войны.
В феврале 1965 года в театре прошла первая премьера мюзикла «Моя прекрасная леди» Ф. Лоу по пьесе Б. Шоу «Пигмалион», где актриса сыграла роль Элизы Дулитл.
В 1969 году выступила в новой постановке «Фиалки Монмартра», но уже в роли «звезды Монмартра», примадонны Нинон.
На протяжении всего творческого пути актрисы, наряду с работой в театре, проходила её концертная и гастрольная деятельность. В её репертуаре были партии Мариетты («Баядера» И. Кальмана), Сильвы («Сильва» И. Кальмана), Ганны Главари («Весёлая вдова» Ф. Легара), Долли Галахер («Хелло, Долли» Дж. Хермана), Николь («Кварталы Парижа» Н. Г. Минха) и другие. 
Многие годы постоянным партнёром Т. Шмыги в концертной и гастрольной деятельности был заслуженный артист РСФСР, солист Московского театра оперетты А. В. Пиневич.
Гастролировала за рубежом (Болгария, ГДР, Польша, Чехословакия, Югославия).
В 2001 году в издательстве «Вагриус» в серии «Мой 20 век» вышла её книга воспоминаний «Счастье мне улыбалось».

### Семья
Отец — Иван (Ян) Артемьевич Шмыга (1899—1982).
Мать — Зинаида Григорьевна Шмыга (1908—1975).
Первый муж — Рудольф Андреевич Борецкий (1930—2012), профессор кафедры телевидения и радиовещания факультета журналистики МГУ, доктор филологических наук. Один из создателей научно-популярного, информационного и молодёжного телевидения («Теленовости», программы «Знание», «В эфире — молодость» и др.). Похоронен в Москве на Хованском кладбище.
Второй муж — Владимир Аркадьевич Канделаки (1908—1994), певец (бас-баритон) и режиссёр, солист Музыкального театра им. К. С. Станиславского и Вл. И. Немировича-Данченко (1929—1994). Также выступал и ставил спектакли в Московской оперетте, впоследствии её главный режиссёр (1954—1964). Брак продлился 20 лет. Похоронен в Москве на Новодевичьем кладбище (участок №10).
Третий муж — Анатолий Львович Кремер (1933—2015), композитор, был главным дирижёром в Театре сатиры; заслуженный работник культуры РСФСР (1974). Автор музыки к спектаклям и фильмам. Прожили в браке 35 лет. Похоронен рядом со своей второй супругой Татьяной Шмыгой в Москве на Новодевичьем кладбище (участок №10).
Детей в браках не было.

### Последние годы

Могила Шмыги на Новодевичьем кладбище Москвы

Мемориальная доска на стене дома актрисы

Последние годы жизни актриса страдала от болей в ногах, но до осени 2009 года выходила на сцену Театра оперетты в спектаклях «Джейн» и «Катрин» (оба А. Кремера), а также выступала на сцене Театра имени Ермоловой, где играла роль Гелены в спектакле «Перекрёсток» («Варшавская мелодия-98») (Леонида Зорина).
В апреле 2010 года, когда боли стали невыносимыми, обратилась к врачам и была госпитализирована в Боткинскую больницу, где у неё диагностировали серьёзные проблемы с сосудами (плохую проходимость, тромбоз). Медикаментозное лечение, серия хирургических операций (включая шунтирование сосудов) не дали ожидаемого эффекта. Осенью 2010 года врачи вынуждены были ампутировать ей часть ноги. Несмотря на предпринятые усилия, последние недели жизни актриса провела в больнице в крайне тяжёлом состоянии, осложнённом ишемической болезнью сердца и заболеванием крови.
Скончалась 3 февраля 2011 года на 83-м году жизни в Москве в реанимационном отделении Боткинской больницы.
Прощание состоялось 7 февраля в Московском театре оперетты, после отпевания актриса была похоронена в Москве на Новодевичьем кладбище (участок №10).

## Роли в театре

### Московский государственный академический театр оперетты
1. 1954 — «Фиалка Монмартра» И. Кальмана — Виолетта
2. 1955 — «Белая акация» И. О. Дунаевского — Тоня Чумакова
3. 1956 — «Поцелуй Чаниты» Ю. С. Милютина — Чана
4. 1956 — «Весёлая вдова» Ф. Легара — Валентина
5. 1957 — «Бал в Савойе» П. Абрахама — Дэзи
6. 1957 — «Весна поёт» Д. Б. Кабалевского — Таня
7. 1958 — «Баронесса Лили» Й. Хуски — Лили
8. 1958 — «Москва, Черёмушки» Д. Д. Шостаковича — Лидочка
9. 1959 — «Простая девушка» А. И. Хачатуряна — Оля
10. 1960 — «Цирк зажигает огни» Ю. С. Милютина — Глория Розетти
11. 1960 — «Граф Люксембург» Ф. Легара — Анжель
12. 1961 — «Севастопольский вальс» К. Я. Листова — Любаша Толмачёва
13. 1962 — «Летучая мышь» И. Штрауса — Адель
14. 1963 — «Куба, любовь моя» Р. С. Гаджиева — Делия
15. 1964 — «Моя прекрасная леди» Ф. Лоу — Элиза Дулитл
16. 1964 — «Пять минут на размышление» («Сердце балтийца») К. Я. Листова — Маша
17. 1965 — «Вестсайдская история» Л. Бернстайна — Мария
18. 1966 — «Девушка с голубыми глазами» В. И. Мурадели — Мэри Ив
19. 1966 — «Настоящий мужчина» М. П. Зива — Галя
20. 1967 — «Конкурс красоты» А. П. Долуханяна — Галя Смирнова
21. 1967 — «Белая ночь» Т. Н. Хренникова — Дарья Ланская
22. 1969 — «Фиалка Монмартра» И. Кальмана — Нинон
23. 1970 — «Нет меня счастливей» А. Я. Эшпая — Вера
24. 1971 — «Девичий переполох» Ю. С. Милютина — Марфа
25. 1976 — «Пусть играет гитара» О. Б. Фельцмана — Зоя-Зюка
26. 1977 — «Товарищ Любовь» В. Г. Ильина — Любовь Яровая
27. 1977 — «Эспаньола, или Лопе де Вега подсказал» А. Л. Кремера — Диана-актриса
28. 1978 — «Неистовый гасконец» К. А. Караева — Роксана
29. 1981 — «Господа артисты» М. П. Зива — Сашенька
30. 1983 — «Кое-что из губернской жизни» Б. Д. Галантера — примадонна
31. 1985 — «Катрин» А. Л. Кремера — Катрин
32. 1986 — «Касатка» В. Ф. Чернышёва — Маша
33. 1987 — «Великая герцогиня Герольштейнская» Ж. Оффенбаха — Герцогиня Герольштейнская
34. 1991 — «Джулия Ламберт» А. Л. Кремера — Джулия Ламберт
35. 1999 — «Джейн» А. Л. Кремера — Джейн
36. 2001 — «Большой Канкан» (музыка отечественных и зарубежных композиторов) — романс Жермон из кинофильма «Гусарская баллада» и дуэт «Помнишь ли ты» из оперетты «Сильва» с Г. Васильевым

### Московский драматический театр имени М. Н. Ермоловой
1. 2005 — «Перекрёсток» Л. Г. Зорина — Гелена

## Фильмография
1. 1959 — Композитор Имре Кальман (фильм-спектакль)
2. 1962 — Гусарская баллада — Луиза Жермон (романс Жермон «Меня позови, избранник мой милый, …», Т. Н. Хренников — А. Гладков)
3. 1962 — Композитор Исаак Дунаевский (фильм-спектакль) — Пепита (Вольный ветер) / Тося («Белая акация»)
4. 1963 — Голубой огонёк-1963 — исполнение песни «Двенадцать месяцев»
5. 1965 — В первый час — ведущая «Голубого огонька», исполняет песни
6. 1966 — Весна и оперетта (фильм-спектакль) — Глория Розетти (из оперетты «Цирк зажигает огни» Ю. С. Милютина)
7. 1967 — Белая ночь (фильм-спектакль) — Дарья Ланская
8. 1969 — Похищение — артистка Шмыга (камео)
9. 1969 — С первого взгляда (фильм-спектакль) — Валя
10. 1970 — Эксперимент — Лидия Николаевна
11. 1974 — Бенефис Савелия Крамарова (фильм-спектакль) — камео
12. 1975 — Девичий переполох (фильм-спектакль) — Марфа
13. 1975 — Граф Люксембург (фильм-спектакль) — Анжель Дидье
14. 1977 — Эспаньола, или Лопе де Вега подсказал… (фильм-спектакль) — Диана-актриса
15. 1983 — Кое-что из губернской жизни («Где-то в губернском саду») — примадонна
16. 1983 — Свидание назначила Татьяна Шмыга (фильм-концерт с музыкальными номерами из оперетт)
17. 1985 — Вас приглашает оперетта (фильм-концерт) — Любовь Яровая («Товарищ Любовь» В. Г. Ильина)
18. 1987 — Новый год в нашем доме (фильм-концерт с музыкальными номерами из спектаклей Московского театра оперетты)
19. 1987 — Катрин (фильм-спектакль) — Катрин
20. 1997 — Звёздная ночь в Камергерском (музыкальный) — прима оперетты

### Озвучивание

Татьяна Шмыга

- 1960 — Привидения в замке Шпессарт (ФРГ) — Шарлотта (роль Л. Пульвер)
- 1973 — Баядера (аудиоспектакль) — Мариэтта[11]
- Фиалка Монмартра (аудиоспектакль) — Виолетта
- Поцелуй Чаниты (аудиоспектакль) — Чана
- Севастопольский вальс (аудиоспектакль) — Любаша

### Участие в фильмах
- 1963 — Мелодии Дунаевского
- 2008 — Алла Баянова. «Счастливая Лёшка» (документальный)
- 2009 — Гусарская баллада (из цикла телепередач телеканала «СТБ» «Неизвестная версия»)
- 2010 — Равняется одному Гафту (документальный)

### Архивные кадры
- 2002 — Хвост кометы (документальный)

### CD
- 1996 — Татьяна Шмыга (арии и дуэты из оперетт)
- 2004 — Татьяна Шмыга. 50 лет в оперетте (арии и дуэты из оперетт)
- 2009 — Татьяна Шмыга. Её разнообразию нет конца (арии и дуэты из оперетт, фирма «Международная Книга Музыка»)

## Награды и звания
Государственные награды:
- Заслуженная артистка РСФСР (1960) — за заслуги в области советского искусства[12]
- орден «Знак Почёта» (1967)[13]
- Народная артистка РСФСР (1969)
- Медаль «В ознаменование 100-летия со дня рождения Владимира Ильича Ленина» (1970)
- Государственная премия РСФСР имени М. И. Глинки (1974) — за исполнение ролей Веры, Марфы и Нинон в опереттах «Нет меня счастливей» А. Я. Эшпая, «Девичий переполох» Ю. С. Милютина и «Фиалка Монмартра» И. Кальмана
- Народная артистка СССР (1978)
- Медаль «Ветеран труда» (1983)
- орден Трудового Красного Знамени (1986)
- Медаль «50 лет Победы в Великой Отечественной войне 1941-1945 гг.» (1995)
- Медаль «В память 850-летия Москвы» (1997)
- орден «За заслуги перед Отечеством» IV степени (1998) — за многолетнюю плодотворную деятельность в области театрального искусства наградить[14]
- орден «За заслуги перед Отечеством» III степени (2008) — за большой вклад в развитие отечественного музыкального искусства и многолетнюю творческую деятельность[15]

Другие награды, премии, поощрения и общественное признание:
- Премия президента Российской Федерации в области литературы и искусства 2000 года (2001)[16]
- Благодарность президента Российской Федерации (2003) — за большой вклад в развитие музыкального искусства[17]
- Премия города Москвы 2004 года в области литературы и искусства (2004) — за выдающийся вклад в развитие отечественного музыкального искусства[18]
- Благодарность «За выдающиеся творческие достижения в сфере музыкального театра» фестиваля «Музыкальное сердце театра» (2006)
- Национальная Российская премии Овация в области музыкального искусства (2008)[19]
- Благодарность мэра Москвы (2008) — за большой вклад в развитие музыкального искусства, активную общественную деятельность и в связи с юбилеем[20]
- Премия Золотая маска (2011, Приз «За вклад в развитие театрального искусства»)[21]

## Память
- Фильмы и телевизионные передачи

- «Татьяна Шмыга. „Линия жизни“» («Культура», 2006)[22]
- «Татьяна Шмыга. „Моя прекрасная леди“» (2008, документальный)
- «Татьяна Шмыга. „Королева жила среди нас“» («ТВ Центр», 2011)[23]
- «Татьяна Шмыга. „Дитя веселья и мечты“» («Первый канал», 2013)[24][25]
- «Больше, чем любовь. Татьяна Шмыга» («Культура», 2018)[26]
- «XX век. „Нет меня счастливее. Татьяна Шмыга“ (1971)» («Культура», 2019)[27]
- «Татьяна Шмыга. „Последний день“» («Звезда», 2020)[28]
- «XX век. „Свидание назначила Татьяна Шмыга“ (1982)» («Культура», 2020)[29]

- 1 февраля 2013 года состоялась торжественная церемония открытия мемориального надгробного памятника в Москве на Новодевичьем кладбище (участок № 10)[30].
- 25 января 2024 года открыта мемориальная доска на доме, в котором актриса прожила почти тридцать лет — с 1983 по 2011 год (Москва, Леонтьевский пер., д. 14 / Елисеевский пер., д. 11)[31]